# Megabazos (noble)
Megabazos (Μεγβάζος) o Megabizos  (Megabyzos, Μεγάβυζος) fou un dels set nobles perses que van participar en la conspiració que va posar fi al govern i a la vida del mag Smerdis de Pèrsia (521 aC). Heròdot diu que va recomanar una forma oligàrquica de govern.
Darios I el Gran el va deixar amb el comandament d'un exèrcit a Europa quan el mateix rei va retornar a Àsia (506 aC). Amb aquest exèrcit Megabazos va sotmetre Perint i altres ciutats de l'Hel·lespont i la costa tràcia, i va expulsar els peones del seu territori a l'Estrimó. Va enviar una ambaixada a Amintes I de Macedònia per demanar provisions. A la seva tornada a Àsia va recomanar al rei de cridar a Histieu de Milet. Va deixar almenys un fill de nom Zopiros.
Un Megabazos esmentat per Xenofont com a sàtrapa d'Aràbia nomenat per Cir II el Gran, fou un personatge diferent.